# Croix de George
Pour les articles homonymes, voir Croix (homonymie).
Ne doit pas être confondu avec Croix de saint Georges.
La croix de George (en anglais : George Cross) est une décoration créée par le roi britannique George VI le 24 septembre 1940, afin de pouvoir récompenser les actes de courage et de bravoure des civils (... acts of the greatest heroism or of the most conspicuous courage in circumstances of extreme danger.)
Elle reste un des plus grands honneurs pour les civils, tout comme la croix de Victoria pour les militaires.
En 1971, les médailles d'or Albert et Edward ont été fusionnées avec la croix.

## Historique
En septembre 1940, à l'époque du Blitz (campagne de bombardement du Royaume-Uni par la Luftwaffe), il y avait un fort désir de la population de récompenser les actes de bravoure, alors que les récompenses existantes n'étaient pas jugées adaptées pour cette nouvelle situation. Il fut donc décidé de créer la croix de George et la médaille de George, pour récompenser respectivement le courage civil face à l'ennemi et les actes de bravoure en général.

## Récipiendaires

Drapeau de Malte, avec la croix de George.

Des années 1940 jusqu'à nos jours, 408 croix ont été décernées dont 86 à titre posthume. Trois distinctions l’ont été à titre collectif :
- Malte, le 15 avril 1942 ; celle-ci figure d'ailleurs sur son drapeau[2];
- la Police royale de l'Ulster, le 23 novembre 1999 ;
- le National Health Service du Royaume-Uni, le 5 juillet 2021.

Les premières croix furent décernées le 30 septembre 1940 au lieutenant Robert Davies et au sapeur George Cameron Wylie pour avoir désamorcé une bombe allemande qui menaçait de détruire la cathédrale Saint-Paul de Londres ainsi qu'à Thomas Alderson pour avoir sauvé deux chevaux d'un incendie.

## Distinctions séparées du Commonwealth
Comme avec la croix de Victoria, dans le passé tous les citoyens des pays du Commonwealth pouvaient recevoir la croix de George. Plusieurs pays de cette organisation ont maintenant adopté leurs propres systèmes d'honneurs, distinct du système britannique des distinctions honorifiques.
Trois royaumes du Commonwealth, l'Australie, le Canada et la Nouvelle-Zélande, ont chacun créé leurs propres décorations pour récompenser la bravoure et le courage civils, remplaçant ainsi les décorations britanniques, telles que la croix de George, par les leurs. Cependant, la plupart des pays du Commonwealth reconnaissent toujours la croix de George comme leur deuxième plus haute décoration pour acte de bravoure.